# Lijst van voetbalinterlands Albanië - België
Deze lijst van voetbalinterlands is een overzicht van alle officiële voetbalwedstrijden tussen de nationale teams van Albanië en België. De landen hebben tot op heden twee keer tegen elkaar gespeeld. De eerste wedstrijd, een kwalificatiewedstrijd voor het Wereldkampioenschap voetbal 1986, werd gespeeld in Brussel op 17 oktober 1984. De laatste confrontatie, de returnwedstrijd in dezelfde kwalificatiereeks, vond plaats op 22 december 1984 in Tirana.

## Wedstrijden
| № | Plaats  | Datum            | Competitie           | Wedstrijd        | Uitslag |
| - | ------- | ---------------- | -------------------- | ---------------- | ------- |
| 1 | Brussel | 17 oktober 1984  | WK 1986 kwalificatie | België – Albanië | 3 – 1   |
| 2 | Tirana  | 22 december 1984 | WK 1986 kwalificatie | Albanië – België | 2 – 0   |

## Samenvatting
| Competitie      | Totaal gespeeld | Winst Albanië | Gelijk | Winst België | Doelsaldo Albanië – België |
| --------------- | --------------- | ------------- | ------ | ------------ | -------------------------- |
| WK-kwalificatie | 2               | 1             | 0      | 1            | 3 − 3                      |
| Totaal          | 2               | 1             | 0      | 1            | 3 − 3                      |

Wedstrijden bepaald door strafschoppen worden, in lijn met de FIFA, als een gelijkspel gerekend.

## Details

### Eerste ontmoeting
| WK 1986 kwalificatie (Brussel, België, 17 oktober 1984): |              | |
| België | 3 – 1        | Albanië |
| Nico Claesen 59' Enzo Scifo 83' Eddy Voordeckers 87' | goals        | 69' Bedri Omuri |
| Guy Thys | bondscoach   | Shyqyri Rreli |
| Jacky Munaron Georges Grün Dirk Devriese Michel Renquin Michel De Wolf Franky Vercauteren René Vandereycken Enzo Scifo Leo Van Der Elst 59' Nico Claesen Alex Czerniatynski 70' | opstellingen | Perlat Musta Hysen Zmijani Skënder Hodja 75' Muhedin Targaj Bedri Omuri Haxhi Ballgjini Suleiman Demollari Shkëlqim Muça Mirel Josa Arbën Minga 62' Agustin Kola |
| Marc Degryse 59' Eddy Voordeckers 70' | wissels      | 62' Ilir Lame 75' Kristaq Eksarko |
| | gele kaarten | 37' Mirel Josa 81' Shkëlqim Muça |
| - Debuut van Dirk Devriese (KSC Lokeren) voor België. - Debuut van Hysen Zmijani (KS Vllaznia), Skënder Hodja (SK Nëntori) en Mirel Josa (SK Nëntori) voor Albanië.             |              | |

### Tweede ontmoeting
| WK 1986 kwalificatie (Tirana, Albanië, 22 december 1984):                                                                                                   |              | |
| Albanië | 2 – 0        | België |
| Mirel Josa 69' Arbën Minga 86' | goals        | |
| Shyqyri Rreli | bondscoach   | Guy Thys |
| Perlat Musta Hysen Zmijani Skënder Hodja Muhedin Targaj Adnan Ocelli Ferid Rragami Suleiman Demollari Shkëlqim Muça 88' Mirel Josa Arbën Minga Agustin Kola | opstellingen | Jean-Marie Pfaff Georges Grün Franky Van der Elst Michel De Groote Eddy Jaspers Michel Renquin 46' Enzo Scifo Franky Vercauteren Jan Ceulemans Nico Claesen 60' Alex Czerniatynski |
| Arben Vila 88' | wissels      | 46' Lei Clijsters 60' Eddy Voordeckers |
| - Derde overwinning van Albanië ooit in een WK-kwalificatiewedstrijd. - Debuut van Adnan Ocelli (FK Partizani) en Arben Vila (Dinamo Tirana) voor Albanië.  |              | |